# بانتسکوو
بانتسکوو (به آلمانی: Banzkow) یک شهر در آلمان است که در لودویگسلوست-پارشیم واقع شده‌است. بانتسکوو ۲٬۷۹۸ نفر جمعیت دارد.